# Jaderná elektrárna South Texas
Jaderná elektrárna South Texas (anglicky South Texas Nuclear Power Plant) je provozní jaderná elektrárna ve Spojených státech. Nachází se asi 145 km jihozápadně od Houstonu. Byla to první jaderná elektrárna v Texasu. Dva bloky elektrárny mají celkový hrubý elektrický výkon 2708 MW. Elektrárnu vlastní společnost NRG Energy a provozuje STP Nuclear Operating. Elektrárnu vybudovala společnost Westinghouse.

## Historie a technické informace

### Počátky
Dne 6. prosince 1971 představila společnost Houston Lighting & Power městům Austin, San Antonio a společnosti Central Power and Light studii proveditelnosti k výstavbě jaderné elektrárny. Původní odhad nákladů na elektrárnu byl 974 milionů amerických dolarů. V polovině roku 1973 si společnosti vybraly Bay City jako lokalitu pro budoucí elektrárnu a město San Antonio se přihlásilo jako partner projektu. Dne 17. listopadu 1973 voliči v Austinu těsně schválili účast svého města na tomto projektu. Město Austin podepsalo dne 1. prosince 1973 účast na projektu. Žádost o povolení stavby elektrárny byla předložena AEC, nyní NRC, v květnu 1974 a NRC vydala povolení 22. prosince 1975.

### Výstavba
Výstavba prvního bloku byla oficiálně zahájena dne 22. prosince dne 1975. Jedná se o čtyřsmyčkový vodou chlazený a vodou moderovaný tlakovodní jaderný reaktor Westinghouse M414. Hrubý výkon bloku dosahuje 1354 MW a čistý výkon, který je odesílán do sítě je 1280 MW.
Výstavba druhého bloku započala také dne 22. prosince 1975. Taktéž se jedná o tlakovodní reaktor s označením Westinghouse M414. První číslo trojčíslí znamená, že systém disponuje čtyřmi okruhy primárního okruhu a 14 je výška jádra ve stopách. Výkon a parametry zůstaly nezměněny.
V roce 1978 byl projekt elektrárny zpožděn o dva roky a překročil náklady. Byl sestaven nový manažerský tým, který stanovil nový cenový odhad 4,4 až 4,8 miliardy dolarů a práce měly být dokončeny v červnu 1989.

### Uvedení do provozu
První blok dosáhl kritického stavu poprvé dne 8. března 1988. Do sítě byl připojen dne 30. března 1988 a komerční provoz následoval 25. srpna 1988. Druhý blok kritického stavu dosáhl poprvé dne 12. března 1989 a do sítě byl přifázován 11. dubna 1989. Komerční provoz následoval 19. června 1989.
Jaderná elektrárna South Texas je jedinečná svým designem systémů pro bezpečnost reaktorů. Oba bloky mají tři, místo obvyklých dvou, zcela nezávislé systémy nouzového chlazení jádra.

### Rozšíření
Dne 19. června 2006 společnost NRG Energy podala u NRC prohlášení o záměru postavit dva reaktory ABWR v areálu jaderné elektrárny. Dne 24. září 2007 byla žádost specifikována na reaktory ABWR od společnosti Toshiba. Byla to první žádost o nový jaderný reaktor předložená NRC od roku 1979. Navrhované rozšíření by vytvořilo dalších 2700 MW elektrické výrobní kapacity, což by zdvojnásobilo kapacitu elektrárny. Celkové odhadované náklady na výstavbu dvou reaktorů byly 10 miliard dolarů.
Navzdory oznámení NRG z dubna 2011 o zrušení reaktoru pokračovala NRC v říjnu 2011 v kombinovaném licenčním procesu pro nové reaktory. V té době nebylo jasné, proč žádost o povolení reaktoru stále probíhá. Začátkem roku 2015 byly na místě provedeny některé předvýstavbové činnosti a původní dokumenty NRC uváděly původní plánované termíny komerčního provozu na březen 2015 pro 3. blok a o rok později pro druhý blok. Dne 9. února 2016 schválilo NRC kombinovanou licenci. Vzhledem k podmínkám na trhu v té době nenastaly žádné stavební akce. Dva plánované bloky v současnosti nemají plánovaný termín výstavby. Licence byly zrušeny 12. července 2018.

## Informace o reaktorech
| Reaktor       | Typ reaktoru      | Výkon   | Výkon   | Zahájení výstavby                           | Připojení k síti                            | Uvedení do provozu                          | Uzavření |
| Reaktor       | Typ reaktoru      | Čistý   | Hrubý   | Zahájení výstavby                           | Připojení k síti                            | Uvedení do provozu                          | Uzavření |
| ------------- | ----------------- | ------- | ------- | ------------------------------------------- | ------------------------------------------- | ------------------------------------------- | -------- |
| South Texas-1 | Westinghouse M414 | 1280 MW | 1354 MW | 22. 12. 1975                                | 30. 3. 1988                                 | 25. 8. 1988                                 |          |
| South Texas-2 | Westinghouse M414 | 1280 MW | 1354 MW | 22. 12. 1975                                | 11. 4. 1989                                 | 19. 6. 1989                                 |          |
| South Texas-3 | ABWR              | 1350 MW | 1400 MW | Plány na výstavbu zrušeny 12. července 2018 | Plány na výstavbu zrušeny 12. července 2018 | Plány na výstavbu zrušeny 12. července 2018 |          |
| South Texas-4 | ABWR              | 1350 MW | 1400 MW | Plány na výstavbu zrušeny 12. července 2018 | Plány na výstavbu zrušeny 12. července 2018 | Plány na výstavbu zrušeny 12. července 2018 |          |